# Iordan Mitkov
Iordan Mitkov (em búlgaro:  Йордан Митков; 3 de abril de 1956, em Asenovgrad) é um atleta búlgaro, campeão mundial e olímpico em halterofilismo.
Iordan Mitkov participou do Campeonato Mundial para juniores de 1975, em Marselle, que foi o primeiro campeonato a ser realizado para juniores, na categoria até 75 kg. Mitkov ficou com a prata, levantou 320 kg no total combinado (142,5 no arranque e 177,5 no arremesso), atrás de Iurik Vardanian, que levantara 140 kg no arranque, mas que conseguiu 185 no arremesso.
No Campeonato Mundial para seniores daquele mesmo ano, Mitkov ficou em segundo lugar, com 332,5 kg no total (150+182,5), atrás do alemão Peter Wenzel, com 335 kg (145+190).
Mitkov participou dos Jogos Olímpicos de Montreal 1976, que contaram como Campeonato Mundial também. Dessa vez ele ficou com o ouro, na categoria até 75 kg, levantou 335 kg no total (145 no arranque e 190 no arremesso), a frente do soviético Vartan Militossian, com 330 kg (145+185) e Peter Wenzel, com 327,5 kg (145+182,5).
No Campeonato Mundial de 1979, em Salônica, levantou 150 kg no arranque (ficou em terceiro nesta prova), mas não conseguiu resultado no arremesso.
Iordan Mitkov estabeleceu quatro recordes mundiais. Um no arranque, dois no arremesso e um no total, todos na categoria até 75 kg. Os recordes foram:
- 190,5 kg no arremesso, Berlim, 1976
- 155 kg no arranque, Sofia, 1976
- 345 kg no total combinado, Sofia, 1976
- 197 kg no arremesso, Varna, 1980